# J-pop
A J-pop a japán popzene rövidítése, valamint egy tágabb értelemben vett zenei stílus, amely az 1990-es években vált meghatározóvá Japán könnyűzenei életében. A kifejezést a japán popzenészekre használják, és az ország médiája honosította meg, hogy megkülönböztessék a hazai zenészeket a külföldiektől. Napjainkban a japán zeneipar a második legnagyobb a világon, az Egyesült Államok után.
A modern J-pop gyökerei a Beatles által ihletett japán nyelvű rockzenéig nyúlnak vissza.

## Zenészek
A japán popzenészek rendkívül népszerűek hazájukban, de néhányan külföldön (főként Ázsiában, részben a nyugati országokban) is ismertek. Az 1990-es és 2000-es években a legnépszerűbbek a következők voltak: a Momoiro Clover Z, Hamaszaki Ajumi, Ken Hirai, Namie Amuro, a Mr. Children, az Every Little Thing, Hikaru Utada, az Exile, Kumi Koda, a Kobukuro, a Morning Musume, a B’z, a Zard, a Southern All Stars és a Glay.

## Fordítás
- Ez a szócikk részben vagy egészben a J-pop című angol Wikipédia-szócikk ezen változatának fordításán alapul.  Az eredeti cikk szerkesztőit annak laptörténete sorolja fel. Ez a jelzés csupán a megfogalmazás eredetét és a szerzői jogokat jelzi, nem szolgál a cikkben szereplő információk forrásmegjelöléseként.